# Centro de Investigación en Matemáticas
Le Centro de Investigación en Matemáticas (en français  « Centre de recherche en mathématiques »), connu sous son acronyme espagnol CIMAT, est un institut de recherche scientifique nord-américain situé dans la ville de Guanajuato, dans l'État homonyme de Guanajuato, au centre du Mexique. L'institut a été créé en 1980. Il est membre du Système national mexicain des centres publics de recherche; et est administré par le Conseil national de la science et de la technologie (en) (CONACyT) .

## Objectifs
Le CIMAT est orienté vers la recherche scientifique sous les auspices du gouvernement mexicain. Il est également consacré à la production, la diffusion et l'application de connaissances dans des domaines spécialisés, ainsi qu'à la formation de personnes dans les domaines des mathématiques pures et appliquées, des probabilités et des statistiques et de l' informatique . Plus de 80% des chercheurs du CIMAT sont membres du Système national mexicain de chercheurs (SNI). Sur le plan académique, le centre est organisé en quatre domaines principaux : mathématiques pures, mathématiques appliquées, probabilités et statistiques, et informatique.
Les groupes de recherche du centre interagissent fortement avec les institutions similaires au Mexique et à l'étranger. Il en résulte un flux continu de visiteurs du monde entier qui propose des conférences, des ateliers et des séminaires.

## Activités
Les programmes éducatifs de CIMAT comptent plus de 200 étudiants, en provenance du Mexique et de l'étranger (principalement des pays d' Amérique centrale et du Sud, mais aussi de pays africains, de l'Amérique du Nord, de l' Espagne et d'autres pays). Les programmes de maîtrise et de doctorat proposés au centre sont enregistrés dans le Registre des études supérieures d'excellence du Conseil national des sciences et de la technologie, le CONACyT.
Le centre propose des programmes de premier cycle et des cycles supérieurs. Les programmes de premier cycle sont offerts conjointement avec l' Université de Guanajuato. Le CIMAT joue un rôle important dans l'enseignement des programmes de premier cycle en mathématiques et en informatique du département de mathématiques de l' Université de Guanajuato .
De nombreux étudiants de premier cycle sont d'anciens candidats aux Olympiades mathématiques internationales resp. ibéro-américaines ou aux Olympiades informatiques et lauréats de ces concours. En outre, CIMAT propose un programme de rédaction de thèses, pour les étudiants affiliés à d'autres universités du pays.
Les cours sont généralement enseignés en espagnol.

## Départements
Le centre comprend trois départements:
- Mathématiques pures et appliquées. Les groupes de recherche sont consacrés à la géométrie différentielle, la géométrie algébrique, les mathématiques appliquées, les systèmes dynamiques, l'analyse fonctionnelle, la topologie et la géométrie combinatoire.
- Probabilité et statistiques. Les groupes de recherche s'intéressent aux probabilités et aux processus stochastiques, aux statistiques environnementales et aux statistiques industrielles.
- Informatique. Les axes de recherche comprennent le traitement d'image et la vision par ordinateur, la robotique, les lméthodes numériques, l'optimisation, la reconnaissance de formes et la transmission de données.

Deux unités sont délocalisées :
- Unidad Aguascalientes; située dans la ville d'Aguascalientes, elle sert de lien avec le secteur industriel d'Aguascalientes.
- Unidad Zacatecas; c'est un groupe de recherche en génie logiciel et ses applications, localisé dans la ville de Zacatecas,

## Consultant
Le CIMAT propose des services de conseil aux entreprises commerciales et aux agences publiques.

## Voir également
- Francisco Javier González-Acuña